# Pioneer P-1
Pioneer P-1 (också kallad Pioneer W) är benämningen på en rymdsond som är del av Pioneerprogrammet. 
Sonden var en sfär, 1 meter i diameter. Den sköts upp med en Atlas C-raket den 24 september 1959. Sonden skulle ta med sig en TV-kamera och en magnetometer, men raketen förstördes i en explosion under ett test vid Cape Canaveral Air Force Station. Då rymdsonden inte var monterad på raketen då den exploderade, återanvände man den som Pioneer P-3.